# شهرستان ناکسوبی (میسیسیپی)
شهرستان ناکسوبی، میسیسیپی (به انگلیسی: Noxubee County, Mississippi) یک سکونتگاه مسکونی در ایالات متحده آمریکا است که در ایالت میسیسیپی واقع شده‌است.